# Liste der Nummer-eins-Hits in den britischen Charts (1974)
Dies ist eine Liste der Nummer-eins-Hits in den britischen Charts im Jahr 1974. Sie basiert auf den Official Singles Chart Top 50 und den Albums Chart Top 50, die vom Chart Information Network ermittelt wurden. Es gab in diesem Jahr 22 Nummer-eins-Singles und 14 Nummer-eins-Alben.

## Singles
| ← 1973 ← | Liste der Nummer-eins-Hits in den britischen Charts | Liste der Nummer-eins-Hits in den britischen Charts | Liste der Nummer-eins-Hits in den britischen Charts                                               | 1975 →                    |
| \| Zeitraum \| Wo. ges. \| Interpret \| Titel Autor(en) \| Zusätzliche Informationen \| \| (Zeitraum, Wochen auf Platz eins, Interpret, Titel, Autor[en], zusätzliche Informationen) \| \| \| \| \| \| ----------------------------------------------------------------------------------------- \| -------- \| ----------------- \| ------------------------------------------------------------------------------------------------- \| ------------------------- \| \| 9. Dezember 1973 – 12. Januar 1974 5 Wochen \| 5 \| Slade \| Merry Xmas Everybody Neville Holder, James Lea \| – \| \| 13. Januar 1974 – 19. Januar 1974 1 Woche \| 1 \| New Seekers \| You Won’t Find Another Fool Like Me Geoff Stephens, Anthony Gordon Instone \| – \| \| 20. Januar 1974 – 16. Februar 1974 4 Wochen \| 4 \| Mud \| Tiger Feet Michael Donald Chapman, Nicky Chinn \| – \| \| 17. Februar 1974 – 2. März 1974 2 Wochen \| 2 \| Suzi Quatro \| Devil Gate Drive Michael Donald Chapman, Nicky Chinn \| – \| \| 3. März 1974 – 9. März 1974 1 Woche \| 1 \| Alvin Stardust \| Jealous Mind Peter Shelley \| – \| \| 10. März 1974 – 30. März 1974 3 Wochen \| 3 \| Paper Lace \| Billy, Don’t Be a Hero Mitch Murray, Peter Robin Callander \| – \| \| 31. März 1974 – 27. April 1974 4 Wochen \| 4 \| Terry Jacks \| Seasons in the Sun Jaques Brel; englischer Text: Rod McKuen \| – \| \| 28. April 1974 – 11. Mai 1974 2 Wochen \| 2 \| ABBA \| Waterloo Benny Goran Bror Andersson, Stig Erik Leopold Anderson, Björn K. Ulvaeus \| – \| \| 12. Mai 1974 – 8. Juni 1974 4 Wochen \| 4 \| The Rubettes \| Sugar Baby Love Wayne Bickerton, Tony Waddington \| – \| \| 9. Juni 1974 – 15. Juni 1974 1 Woche \| 1 \| Ray Stevens \| The Streak Ray Stevens \| – \| \| 16. Juni 1974 – 22. Juni 1974 1 Woche \| 1 \| Gary Glitter \| Always Yours Gary Glitter, Mike Leander \| – \| \| 23. Juni 1974 – 20. Juli 1974 4 Wochen \| 4 \| Charles Aznavour \| She Musik: Charles Aznavour; Text: Herbert Kretzmer \| – \| \| 21. Juli 1974 – 10. August 1974 3 Wochen \| 3 \| George McCrae \| Rock Your Baby Harry Wayne Casey, Richard Finch \| – \| \| 11. August 1974 – 24. August 1974 2 Wochen \| 2 \| The Three Degrees \| When Will I See You Again Kenneth Gamble, Leon Huff \| – \| \| 25. August 1974 – 14. September 1974 3 Wochen \| 3 \| The Osmonds \| Love Me for a Reason Johnny Bristol, Wade Brown Jr., David Henry Jones Jr. \| – \| \| 15. September 1974 – 5. Oktober 1974 3 Wochen \| 3 \| Carl Douglas \| Kung Fu Fighting Carl Douglas \| – \| \| 6. Oktober 1974 – 12. Oktober 1974 1 Woche \| 1 \| John Denver \| Annie’s Song John Denver \| – \| \| 13. Oktober 1974 – 19. Oktober 1974 1 Woche \| 1 \| Sweet Sensation \| Sad Sweet Dreamer Des Parton \| – \| \| 20. Oktober 1974 – 9. November 1974 3 Wochen \| 3 \| Ken Boothe \| Everything I Own David Ashworth Gates \| – \| \| 10. November 1974 – 30. November 1974 3 Wochen \| 3 \| David Essex \| Gonna Make You a Star David Essex \| – \| \| 1. Dezember 1974 – 14. Dezember 1974 2 Wochen \| 2 \| Barry White \| You’re the First, the Last, My Everything Barry Eugene White, Tony Sepe, Peter Sterling Radcliffe \| – \| \| 15. Dezember 1974 – 11. Januar 1975 4 Wochen \| 4 \| Mud \| Lonely This Christmas Michael Donald Chapman, Nicky Chinn \| – \| |                                                     |                                                     |                                                                                                   |                           |
| ← 1973 |                                                     |                                                     |                                                                                                   | → 1975 →                  |
| Zeitraum | Wo. ges.                                            | Interpret                                           | Titel Autor(en)                                                                                   | Zusätzliche Informationen |
| (Zeitraum, Wochen auf Platz eins, Interpret, Titel, Autor[en], zusätzliche Informationen) |                                                     |                                                     |                                                                                                   |                           |
| 9. Dezember 1973 – 12. Januar 1974 5 Wochen | 5                                                   | Slade                                               | Merry Xmas Everybody Neville Holder, James Lea                                                    | –                         |
| 13. Januar 1974 – 19. Januar 1974 1 Woche | 1                                                   | New Seekers                                         | You Won’t Find Another Fool Like Me Geoff Stephens, Anthony Gordon Instone                        | –                         |
| 20. Januar 1974 – 16. Februar 1974 4 Wochen | 4                                                   | Mud                                                 | Tiger Feet Michael Donald Chapman, Nicky Chinn                                                    | –                         |
| 17. Februar 1974 – 2. März 1974 2 Wochen | 2                                                   | Suzi Quatro                                         | Devil Gate Drive Michael Donald Chapman, Nicky Chinn                                              | –                         |
| 3. März 1974 – 9. März 1974 1 Woche | 1                                                   | Alvin Stardust                                      | Jealous Mind Peter Shelley                                                                        | –                         |
| 10. März 1974 – 30. März 1974 3 Wochen | 3                                                   | Paper Lace                                          | Billy, Don’t Be a Hero Mitch Murray, Peter Robin Callander                                        | –                         |
| 31. März 1974 – 27. April 1974 4 Wochen | 4                                                   | Terry Jacks                                         | Seasons in the Sun Jaques Brel; englischer Text: Rod McKuen                                       | –                         |
| 28. April 1974 – 11. Mai 1974 2 Wochen | 2                                                   | ABBA                                                | Waterloo Benny Goran Bror Andersson, Stig Erik Leopold Anderson, Björn K. Ulvaeus                 | –                         |
| 12. Mai 1974 – 8. Juni 1974 4 Wochen | 4                                                   | The Rubettes                                        | Sugar Baby Love Wayne Bickerton, Tony Waddington                                                  | –                         |
| 9. Juni 1974 – 15. Juni 1974 1 Woche | 1                                                   | Ray Stevens                                         | The Streak Ray Stevens                                                                            | –                         |
| 16. Juni 1974 – 22. Juni 1974 1 Woche | 1                                                   | Gary Glitter                                        | Always Yours Gary Glitter, Mike Leander                                                           | –                         |
| 23. Juni 1974 – 20. Juli 1974 4 Wochen | 4                                                   | Charles Aznavour                                    | She Musik: Charles Aznavour; Text: Herbert Kretzmer                                               | –                         |
| 21. Juli 1974 – 10. August 1974 3 Wochen | 3                                                   | George McCrae                                       | Rock Your Baby Harry Wayne Casey, Richard Finch                                                   | –                         |
| 11. August 1974 – 24. August 1974 2 Wochen | 2                                                   | The Three Degrees                                   | When Will I See You Again Kenneth Gamble, Leon Huff                                               | –                         |
| 25. August 1974 – 14. September 1974 3 Wochen | 3                                                   | The Osmonds                                         | Love Me for a Reason Johnny Bristol, Wade Brown Jr., David Henry Jones Jr.                        | –                         |
| 15. September 1974 – 5. Oktober 1974 3 Wochen | 3                                                   | Carl Douglas                                        | Kung Fu Fighting Carl Douglas                                                                     | –                         |
| 6. Oktober 1974 – 12. Oktober 1974 1 Woche | 1                                                   | John Denver                                         | Annie’s Song John Denver                                                                          | –                         |
| 13. Oktober 1974 – 19. Oktober 1974 1 Woche | 1                                                   | Sweet Sensation                                     | Sad Sweet Dreamer Des Parton                                                                      | –                         |
| 20. Oktober 1974 – 9. November 1974 3 Wochen | 3                                                   | Ken Boothe                                          | Everything I Own David Ashworth Gates                                                             | –                         |
| 10. November 1974 – 30. November 1974 3 Wochen | 3                                                   | David Essex                                         | Gonna Make You a Star David Essex                                                                 | –                         |
| 1. Dezember 1974 – 14. Dezember 1974 2 Wochen | 2                                                   | Barry White                                         | You’re the First, the Last, My Everything Barry Eugene White, Tony Sepe, Peter Sterling Radcliffe | –                         |
| 15. Dezember 1974 – 11. Januar 1975 4 Wochen | 4                                                   | Mud                                                 | Lonely This Christmas Michael Donald Chapman, Nicky Chinn                                         | –                         |

## Alben
| ← 1973 ← | Liste der Nummer-eins-Hits in den britischen Charts | Liste der Nummer-eins-Hits in den britischen Charts | Liste der Nummer-eins-Hits in den britischen Charts | 1975 →                    |
| \| Zeitraum \| Wo. ges. \| Interpret \| Titel \| Zusätzliche Informationen \| \| (Zeitraum, Wochen auf Platz eins, Interpret, Titel, zusätzliche Informationen) \| \| \| \| \| \| ------------------------------------------------------------------------------ \| -------- \| ------------------------ \| ---------------------------------- \| ------------------------- \| \| 30. Dezember 1973 – 12. Januar 1974 2 Wochen \| 2 \| Yes \| Tales from Topographic Oceans \| – \| \| 13. Januar 1974 – 19. Januar 1974 1 Woche (insgesamt 4) \| 4 \| Slade \| Sladest \| – \| \| 20. Januar 1974 – 26. Januar 1974 1 Woche \| 1 \| Perry Como \| And I Love You So \| – \| \| 27. Januar 1974 – 23. Februar 1974 4 Wochen (insgesamt 17) \| 17 \| Carpenters \| The Singles: 1969 - 1973 \| – \| \| 24. Februar 1974 – 2. März 1974 1 Woche \| 1 \| Slade \| Old New Borrowed and Blue \| – \| \| 3. März 1974 – 18. Mai 1974 11 Wochen (insgesamt 17) \| 17 \| Carpenters \| The Singles: 1969 - 1973 \| – \| \| 19. Mai 1974 – 25. Mai 1974 1 Woche \| 1 \| Rick Wakeman \| Journey to the Centre of the Earth \| – \| \| 26. Mai 1974 – 1. Juni 1974 1 Woche (insgesamt 17) \| 17 \| Carpenters \| The Singles: 1969 - 1973 \| – \| \| 2. Juni 1974 – 29. Juni 1974 4 Wochen \| 4 \| David Bowie \| Diamond Dogs \| – \| \| 30. Juni 1974 – 6. Juli 1974 1 Woche (insgesamt 17) \| 17 \| Carpenters \| The Singles: 1969 - 1973 \| – \| \| 7. Juli 1974 – 20. Juli 1974 2 Wochen \| 2 \| Elton John \| Caribou \| – \| \| 21. Juli 1974 – 7. September 1974 7 Wochen \| 7 \| Paul McCartney and Wings \| Band on the Run \| – \| \| 8. September 1974 – 28. September 1974 3 Wochen \| 3 \| Mike Oldfield \| Hergest Ridge \| – \| \| 29. September 1974 – 5. Oktober 1974 1 Woche \| 1 \| Mike Oldfield \| Tubular Bells \| – \| \| 6. Oktober 1974 – 12. Oktober 1974 1 Woche (insgesamt 4) \| 4 \| Bay City Rollers \| Rollin’ \| – \| \| 13. Oktober 1974 – 19. Oktober 1974 1 Woche (insgesamt 2) \| 2 \| Rod Stewart \| Smiler \| – \| \| 20. Oktober 1974 – 26. Oktober 1974 1 Woche (insgesamt 4) \| 4 \| Bay City Rollers \| Rollin’ \| – \| \| 27. Oktober 1974 – 2. November 1974 1 Woche (insgesamt 2) \| 2 \| Rod Stewart \| Smiler \| – \| \| 3. November 1974 – 16. November 1974 2 Wochen (insgesamt 4) \| 4 \| Bay City Rollers \| Rollin’ \| – \| \| 17. November 1974 – 1. Februar 1975 11 Wochen \| 11 \| Elton John \| Greatest Hits \| – \| |                                                     |                                                     |                                                     |                           |
| ← 1973 |                                                     |                                                     |                                                     | → 1975 →                  |
| Zeitraum | Wo. ges.                                            | Interpret                                           | Titel                                               | Zusätzliche Informationen |
| (Zeitraum, Wochen auf Platz eins, Interpret, Titel, zusätzliche Informationen) |                                                     |                                                     |                                                     |                           |
| 30. Dezember 1973 – 12. Januar 1974 2 Wochen | 2                                                   | Yes                                                 | Tales from Topographic Oceans                       | –                         |
| 13. Januar 1974 – 19. Januar 1974 1 Woche (insgesamt 4) | 4                                                   | Slade                                               | Sladest                                             | –                         |
| 20. Januar 1974 – 26. Januar 1974 1 Woche | 1                                                   | Perry Como                                          | And I Love You So                                   | –                         |
| 27. Januar 1974 – 23. Februar 1974 4 Wochen (insgesamt 17) | 17                                                  | Carpenters                                          | The Singles: 1969 - 1973                            | –                         |
| 24. Februar 1974 – 2. März 1974 1 Woche | 1                                                   | Slade                                               | Old New Borrowed and Blue                           | –                         |
| 3. März 1974 – 18. Mai 1974 11 Wochen (insgesamt 17) | 17                                                  | Carpenters                                          | The Singles: 1969 - 1973                            | –                         |
| 19. Mai 1974 – 25. Mai 1974 1 Woche | 1                                                   | Rick Wakeman                                        | Journey to the Centre of the Earth                  | –                         |
| 26. Mai 1974 – 1. Juni 1974 1 Woche (insgesamt 17) | 17                                                  | Carpenters                                          | The Singles: 1969 - 1973                            | –                         |
| 2. Juni 1974 – 29. Juni 1974 4 Wochen | 4                                                   | David Bowie                                         | Diamond Dogs                                        | –                         |
| 30. Juni 1974 – 6. Juli 1974 1 Woche (insgesamt 17) | 17                                                  | Carpenters                                          | The Singles: 1969 - 1973                            | –                         |
| 7. Juli 1974 – 20. Juli 1974 2 Wochen | 2                                                   | Elton John                                          | Caribou                                             | –                         |
| 21. Juli 1974 – 7. September 1974 7 Wochen | 7                                                   | Paul McCartney and Wings                            | Band on the Run                                     | –                         |
| 8. September 1974 – 28. September 1974 3 Wochen | 3                                                   | Mike Oldfield                                       | Hergest Ridge                                       | –                         |
| 29. September 1974 – 5. Oktober 1974 1 Woche | 1                                                   | Mike Oldfield                                       | Tubular Bells                                       | –                         |
| 6. Oktober 1974 – 12. Oktober 1974 1 Woche (insgesamt 4) | 4                                                   | Bay City Rollers                                    | Rollin’                                             | –                         |
| 13. Oktober 1974 – 19. Oktober 1974 1 Woche (insgesamt 2) | 2                                                   | Rod Stewart                                         | Smiler                                              | –                         |
| 20. Oktober 1974 – 26. Oktober 1974 1 Woche (insgesamt 4) | 4                                                   | Bay City Rollers                                    | Rollin’                                             | –                         |
| 27. Oktober 1974 – 2. November 1974 1 Woche (insgesamt 2) | 2                                                   | Rod Stewart                                         | Smiler                                              | –                         |
| 3. November 1974 – 16. November 1974 2 Wochen (insgesamt 4) | 4                                                   | Bay City Rollers                                    | Rollin’                                             | –                         |
| 17. November 1974 – 1. Februar 1975 11 Wochen | 11                                                  | Elton John                                          | Greatest Hits                                       | –                         |

Die Angaben basieren auf den offiziellen Verkaufshitparaden der Official UK Charts Company für das Vereinigte Königreich. Die Datumsangaben beziehen sich auf das Gültigkeitsdatum der Charts, also jeweils die auf die Verkaufswoche folgende Woche.

## Jahreshitparaden
| ← 1973 ← | Liste der Nummer-eins-Hits in den britischen Charts | Liste der Nummer-eins-Hits in den britischen Charts   | Liste der Nummer-eins-Hits in den britischen Charts | 1975 →   |
| \| Singles \| Position# \| Alben \| \| ----------------------------------------------------------------------- \| --------- \| ----------------------------------------------------- \| \| Tiger Feet Mud Michael Donald Chapman, Nicky Chinn \| 1 \| The Singles: 1969 - 1973 Carpenters \| \| Seasons in the Sun Terry Jacks Jaques Brel; englischer Text: Rod McKuen \| 2 \| Band on the Run Paul McCartney and Wings \| \| Billy, Don’t Be a Hero Paper Lace Mitch Murray, Peter Robin Callander \| 3 \| Tubular Bells Mike Oldfield \| \| When Will I See You Again The Three Degrees Kenneth Gamble, Leon Huff \| 4 \| Elvis’s 40 Greatest Hits Elvis Presley \| \| Rock Your Baby George McCrae Harry Wayne Casey, Richard Finch \| 5 \| The Dark Side of the Moon Pink Floyd \| \| Gonna Make You a Star David Essex \| 6 \| Goodbye Yellow Brick Road Elton John \| \| Kung Fu Fighting Carl Douglas \| 7 \| Rollin’ Bay City Rollers \| \| She Charles Aznavour Musik: Charles Aznavour; Text: Herbert Kretzmer \| 8 \| And I Love You So Perry Como \| \| Sugar Baby Love The Rubettes Wayne Bickerton, Tony Waddington \| 9 \| Simon and Garfunkel’s Greatest Hits Simon & Garfunkel \| \| Everything I Own Ken Boothe David Ashworth Gates \| 10 \| Old New Borrowed and Blue Slade \| |                                                     |                                                       |                                                     |          |
| ← 1973 |                                                     |                                                       |                                                     | → 1975 → |
| Singles | Position#                                           | Alben                                                 |                                                     |          |
| Tiger Feet Mud Michael Donald Chapman, Nicky Chinn | 1                                                   | The Singles: 1969 - 1973 Carpenters                   |                                                     |          |
| Seasons in the Sun Terry Jacks Jaques Brel; englischer Text: Rod McKuen | 2                                                   | Band on the Run Paul McCartney and Wings              |                                                     |          |
| Billy, Don’t Be a Hero Paper Lace Mitch Murray, Peter Robin Callander | 3                                                   | Tubular Bells Mike Oldfield                           |                                                     |          |
| When Will I See You Again The Three Degrees Kenneth Gamble, Leon Huff | 4                                                   | Elvis’s 40 Greatest Hits Elvis Presley                |                                                     |          |
| Rock Your Baby George McCrae Harry Wayne Casey, Richard Finch | 5                                                   | The Dark Side of the Moon Pink Floyd                  |                                                     |          |
| Gonna Make You a Star David Essex | 6                                                   | Goodbye Yellow Brick Road Elton John                  |                                                     |          |
| Kung Fu Fighting Carl Douglas | 7                                                   | Rollin’ Bay City Rollers                              |                                                     |          |
| She Charles Aznavour Musik: Charles Aznavour; Text: Herbert Kretzmer | 8                                                   | And I Love You So Perry Como                          |                                                     |          |
| Sugar Baby Love The Rubettes Wayne Bickerton, Tony Waddington | 9                                                   | Simon and Garfunkel’s Greatest Hits Simon & Garfunkel |                                                     |          |
| Everything I Own Ken Boothe David Ashworth Gates | 10                                                  | Old New Borrowed and Blue Slade                       |                                                     |          |